# Šćedro
La Isla Šćedro (en croata: Otok Šćedro) es una isla en el mar Adriático, a 2,7 kilómetros (1,7 millas) de la costa sur de la isla de Hvar, en Croacia, frente a la localidad de Zavala. El nombre proviene de štedri, es decir, de caridad en el idioma eslavo antiguo, porque la isla ofrece dos fuertes y bien protegidas bahías para el transporte marítimo. El nombre en latín de Scedro fue Tauris de la que deriva la forma italiana de Tauricola o Torcola.
De acuerdo con el Estatuto de 1331 de Hvar, la isla era propiedad comunal y se reservaba para pastoreo en general. La isla era muy fértil, y goza de un clima más suave que el de Hvar.
Un convento de dominicos fue fundado en la bahía de Mostir (1465), junto con un hospicio para los navegantes, pero fue abandonado en el siglo XVIII. Hay una antigua cantera en Stare Stine, y el yeso de la isla fue utilizado en las capillas barrocas de la catedral de Hvar.